# Семенів (Шепетівський район)
Семе́нів — село в Україні, у Білогірській селищній громаді Шепетівського району Хмельницької області. Населення становить 658 осіб.
Через село тече річка Семенівка, що є правою притокою Полкви у басейні Горині.
Біля села розташоване заповідне урочище «Семенівське».

## Історія
За даними літератури ХІХ століття, в селі та околицях зафіксоване городище, курган та скарб монет ХVІІ століть.
У 1906 році село Семенівської волості Острозького повіту Волинської губернії. Відстань від повітового міста 53 верст. Дворів 225, мешканців 1518.
7 (20) листопада 1917 року, відповідно до Третього Універсалу Української Центральної Ради, увійшло до складу Української Народної Республіки.
12 червня 2020 року, відповідно до розпорядження Кабінету Міністрів України № 727-р «Про визначення адміністративних центрів та затвердження територій територіальних громад Хмельницької області», увійшло до складу Білогірської селищної громади.
19 липня 2020 року, в результаті адміністративно-територіальної реформи та ліквідації Білогірського району, село увійшло до складу новоутвореного Шепетівського району.

## Населення

### Мова
Розподіл населення за рідною мовою за даними перепису 2001 року:
| Мова       | Кількість | Відсоток |
| ---------- | --------- | -------- |
| українська | 656       | 99.70%   |
| російська  | 1         | 0.15%    |
| румунська  | 1         | 0.15%    |
| Усього     | 3278      | 100%     |

## Відомі уродженці
- Майорець Анатолій Іванович — міністр електротехнічної промисловості СРСР (1980—1985), міністр енергетики і електрифікації СРСР (1985—1989).
- Юрченко Олег Іванович (1955) — український науковець у галузі аналітичної хімії. Доктор хімічних наук, професор, завідувач кафедри хімічної метрології в Харківському національному університеті імені В. Н. Каразіна.

## Галерея

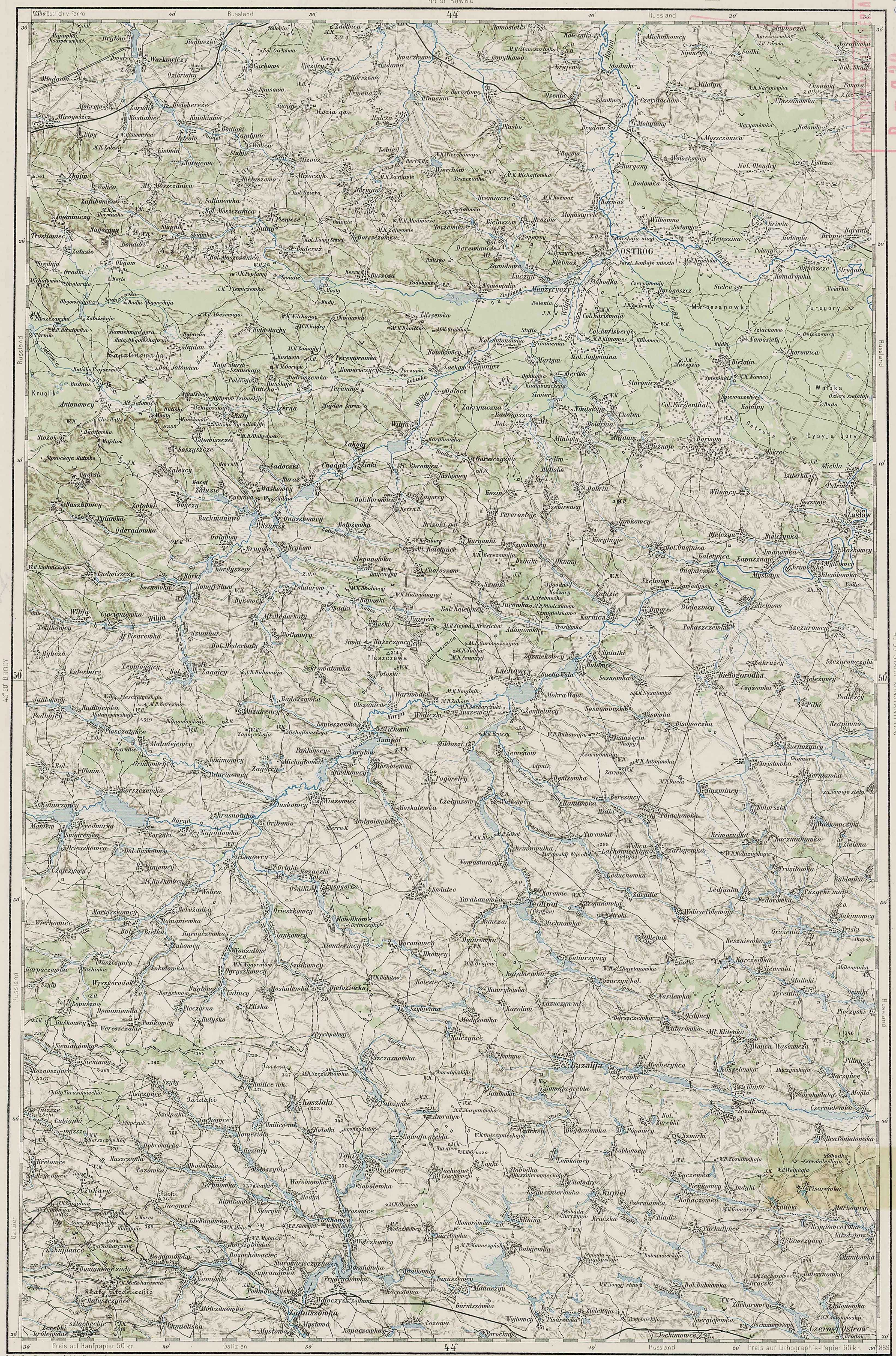
Село позначене на мапі «Semenow», «Generalkarte von Mitteleuropa», Австро-Угорщина, 1887.
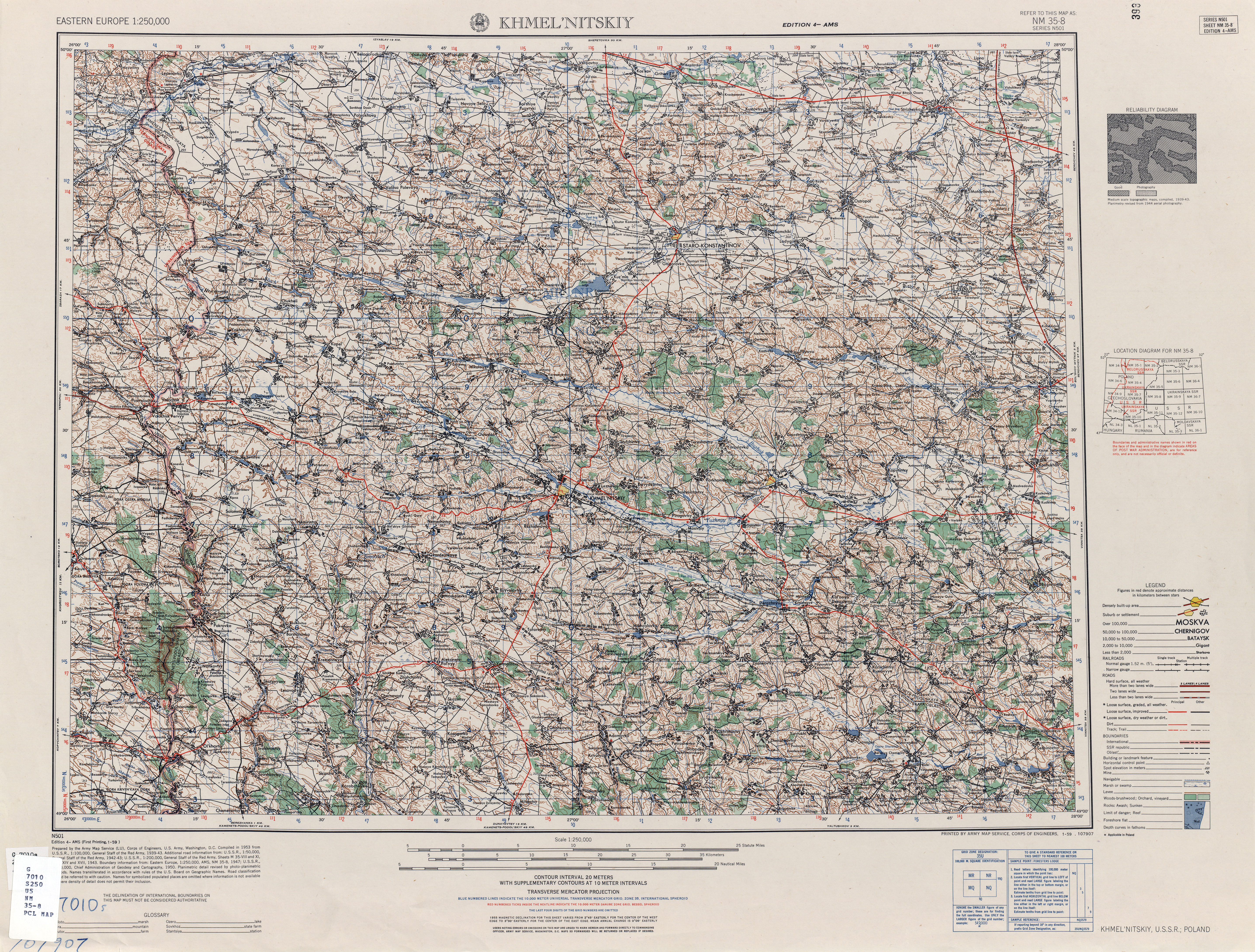
Село позначене на мапі «Semenov», «Eastern Europe AMS Topographic Maps», Series N501, U.S. Army Map Service, 1954.
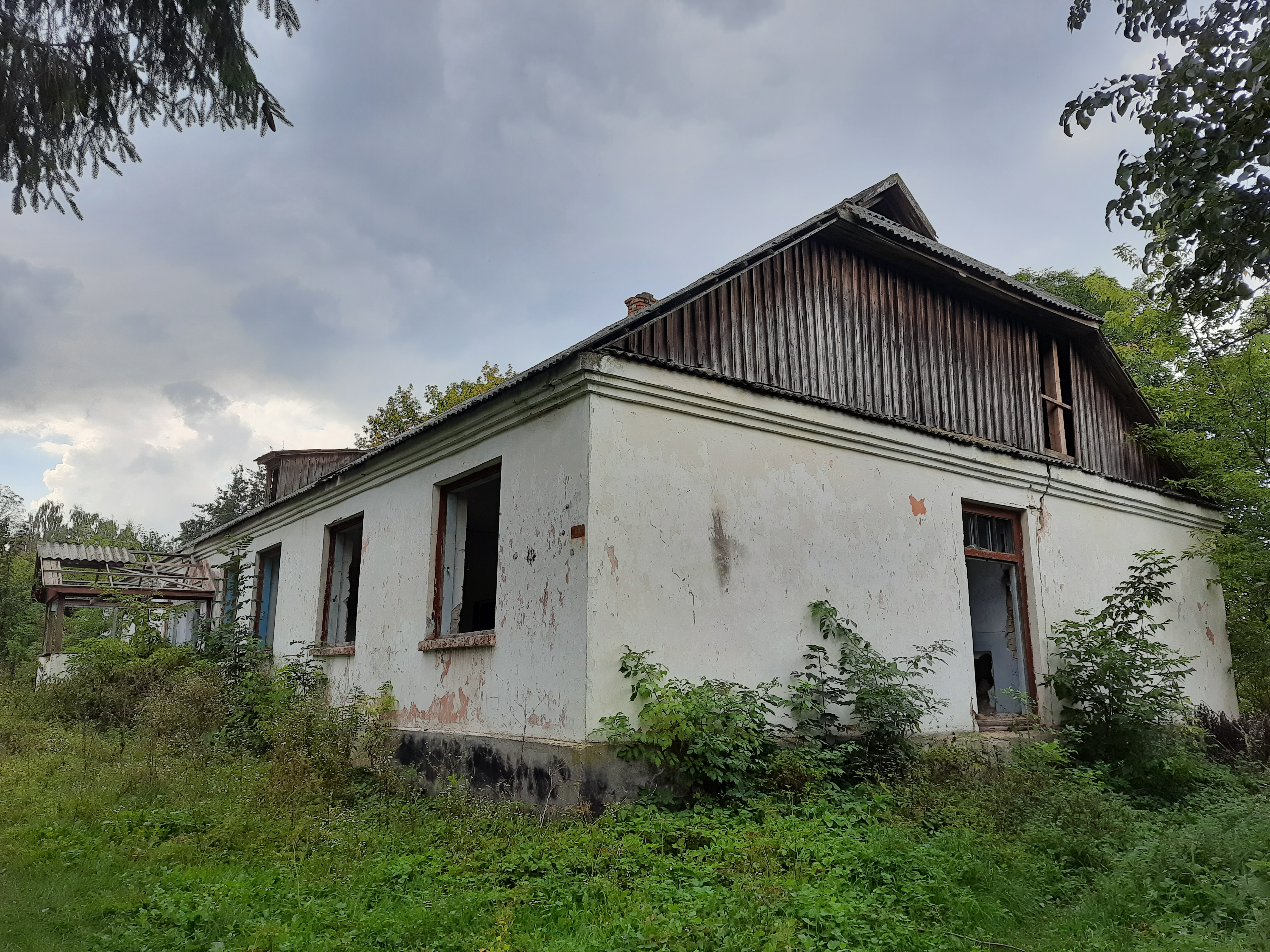
Будівля колишньої школи
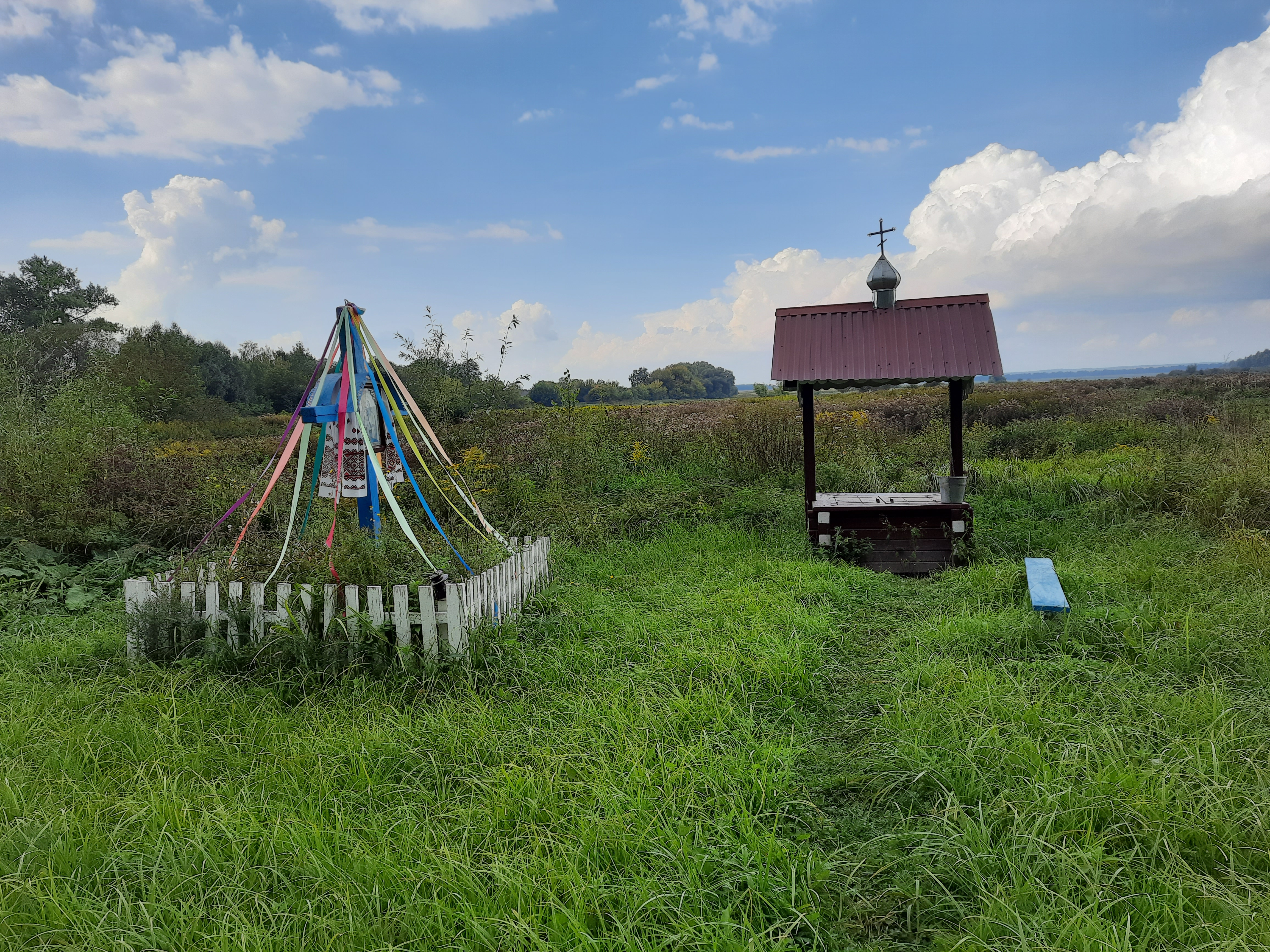
Криниця